# Heinrich Ohlwein
Heinrich Ohlwein (* 6. Juni 1898 in Kassel; † 12. Juni 1969 ebenda) war ein deutscher Maler.

## Leben
Ohlwein wohnte in Kassel und war von Beruf Bankbeamter und Kunstmaler. Er war Privatschüler bei dem Kunstmaler Friedrich Fennel. Beide besuchten in den 1920er Jahren regelmäßig die Malerkolonie Willingshausen in der Schwalm. Ohlwein wollte in Willingshausen sein Können vervollkommnen in der Genre- und Landschaftsmalerei, er malte meist Landschaften aus der Region um Kassel. Ohlwein malte Gemälde in jeder Jahreszeit, egal, ob die Sonne scheint, es stürmt oder schneit. Das Spiel von Licht und Schatten, das sich auf den Baumstämmen und Ästen der „Hutebuchen bei Willingshausen“ abzeichnet, belebt die Darstellung. Der Anschnitt und die Farbigkeit der Natur verweisen auf die Kunst der Malerei. Er war Mitglied der Künstlergruppe Die Hessen.

## Werke
Dieses Verzeichnis besitzt repräsentativen Charakter, weil es kein Werkverzeichnis gibt. Bei der gegebenen Streuung von Ohlwein-Werken in Privatbesitz und Museen kann eine Vollständigkeit nicht erwartet werden.

### Landschaftsgemälde
- Kassel
- Baunatal
- Hohes Gras
- Igelsburg
- Dörnberg
- Kirchhain mit der Ohm (ausgestellt: 100 Jahre Kasseler Kunstverein 1935)
- Hutebuchen bei Willingshausen, Galerie "Reinhardswaldmaler" Sababurg.
- Im Brasselwalde, Privatbesitz "W. Gabathuler" Rheineck CH,
- Vorfrühling bei den Baunsbergen
- Am Asch, Privatbesitz, 1948
- Hafer, 1938

## Signatur
- H.Ohlwein

## Museum
- Staatliches Museum Kassel
- Neue Galerie Stadtmuseum Kassel